# Лучарјев Кал
Лучарјев Кал (словен. Lučarjev Kal) је насељено место у општини Иванчна Горица, Средњесловенска регија, Словенија.

## Историја
До територијалне реорганизације у Словенији био је у саставу старе општине Гросупље.

## Становништво
У попису становништва из 2011. године, Лучарјев Кал је имао 95 становника.
| Број становника према пописима | Број становника према пописима | Број становника према пописима |
| ------------------------------ | ------------------------------ | ------------------------------ |
| 1991                           | 2002                           | 2011                           |
| 74                             | 78                             | 95                             |